# Polska – moja Ojczyzna
Encyklopedia dla dzieci „Polska – moja Ojczyzna” – jednotomowa, ilustrowana polska encyklopedia ogólna dla dzieci, wydana przez Państwowe Wydawnictwo „Wiedza Powszechna” w 1976 roku  .

## Opis
Książka wydana w PRL-u, miała charakter propagandowy. Wydana w twardej oprawie, zawierała ilustracje autorstwa m.in. Alojzego Balcerzaka. Nr bibliografii narodowej: PB 2141/77.
Wydano jeden tom liczący 510 stron. Publikacja była bogato ilustrowana, zawiera zdjęcia, mapy, ilustracje, głównie kolorowe  .